# 徐海道
徐海道，中华民国初期行政区划名。1914年6月以清末徐州道及海州直隶州辖境置，治铜山县（今江苏徐州市）。属江苏省。辖铜山、丰县、沛县、萧县、砀山、邳县、宿迁、睢宁、东海、灌云、沭阳、赣榆等县。辖区约当今江苏省西北角，睢宁、宿迁、沭阳、灌南、响水等市县以北地区及安徽省砀山、萧县二县地。1927年废。